# 那蘇圖
那蘇圖（穆麟德轉寫：Nasutu，？—1749年），字羲文，戴佳氏，满洲镶黄旗人。清朝大臣，乾隆帝忻貴妃之父。

## 生平
康熙三十六年（1697），襲拖沙喇哈番（云骑尉）世職。五十年（1711），授藍翎侍衞。雍正二年（1724），授头等侍卫；五年，遷兵部侍郎，出為黑龍江將軍；八年，調奉天將軍。乾隆元年，擢兵部尚書。乾隆二年（1737年），任兩江總督，兩年後因丁憂免職（继任为镶黄旗汉军郝玉麟）。五年，任刑部尚书，署湖广總督。乾隆六年（1741年）再任兩江總督。七年，任兩廣總督。十年，调直隶总督（前任镶黄旗满洲高斌），晋太子少傅。十三年，晋太子太保，授領侍衛內大臣。乾隆十四年（1749），卒，賜祭葬，諡號恪勤，入祀賢良祠。
为乾隆版《宝坻縣志》作序（乾隆十年（1745）刻本，洪肇楙修，另有汪由敦、钱陈群序）。

## 家庭
- 始祖兌齊，“鑲黄旗人，穆克譚巴圖魯同族，世居杭佳地方，國初來歸”（据《八旗滿洲氏族通譜》卷29）。
- 祖父噶禄，顺治五年（1648）袭其叔色赫骑都尉世职，加至三等轻车都尉，历任侍卫、内务府主事、康熙七年至二十七年总管内务府大臣（卒于任上），康熙帝特授第一任镶黄旗满洲第二叅領第一世管佐領（係康熙十九年（1680）編立，据《钦定八旗通志》）。
- 父道禪（又道缠），以侍卫授科尔沁公主（固伦纯禧公主）府长使，奉命出使噶爾丹，康熙三十六年（1697）殉难，授雲騎尉世职（载《钦定八旗通志：镶黄旗满洲世职》卷279）。
- 胞叔海清（又海青，兌齊之元孙，c.1650s-1710），十几岁即成康熙帝御前侍卫，跟随康熙帝亲征噶尔丹，袭父噶禄的镶黄旗满洲第二參領第一世管佐領，頭等侍衛、副都統，加太子太保，諡果毅，《钦定八旗通志：大臣传七》卷141有传。后代有道光十六年恩科进士慧成，道光三十年庚戌（1850）科进士晉康。
- 妻章佳氏（父鑲黃旗滿洲扁武，祖父二等侍卫海寬；堂姑章佳氏，封康熙帝之敬敏皇貴妃、即怡賢親王允祥生母）。
- 次子阿玉锡，乾隆十四年袭云骑尉世职。妻爱新觉罗氏（父镶蓝旗宗室永璥，工诗画；祖父弘晉，曾祖允礽即康熙帝第二子）。
- 子阿敏達?，妻爱新觉罗氏（父诗人、正蓝旗固山贝子蘊端，祖父和硕安和親王岳乐）。
- 女一戴佳氏，乾隆帝忻貴妃。
- 女二戴佳氏，嫁内务府正黄旗汉军、江蘇布政使署理江蘇巡撫尤氏安寧（父東陵總管內務府大臣豐勝額，兄两淮盐政尤拔世；胞姊妹尤氏，嫁内务府正白旗汉军、热河总管尚福海（孙女尚佳氏封道光帝之豫嬪））。
- 女三戴佳氏，嫁刑部侍郎完顏氏期成額（父白衣保，祖父翻译家和素，曾祖順治九年（1652年）策試滿洲進士壬辰科二甲阿什坦）；其子河南布政使完顏岱；孙儿山東泰安府知府廷鏴，孙儿媳惲珠。
- 女四戴佳氏，嫁镶黄旗满洲、內閣中書鈕祜祿氏福隆阿（父瞻岱，祖父博啟，胞姊鈕祜祿氏嫁多羅貝子斐蘇）。
- 女五戴佳氏，嫁鑲黃旗滿洲、頭等侍衛、山西巡撫富察氏明興 (清朝)（父溫勤公廣成，胞叔一等伯傅清、保和殿大学士傅恆，姑母富察氏封乾隆帝之孝賢純皇后，祖父一等承恩公李榮保）。

## 延伸阅读
[在维基数据编辑]
 《清史稿/卷308》，出自趙爾巽《清史稿》